# اوتروپ
اوتروپ (به لاتین: Otterup) یک منطقهٔ مسکونی در دانمارک است که در نوردفین واقع شده‌است. اوتروپ ۳٫۸۶ کیلومتر مربع مساحت و ۵٬۲۲۹ نفر جمعیت دارد.